# Сапотовые
Сапо́товые (лат. Sapotaceae) — семейство двудольных цветковых растений, входящее в порядок Верескоцветные. Оно включает в себя около 65 родов и 800 видов. Представители семейства встречаются, в основном, в тропических странах и представляют собой вечнозелёные деревья и кустарники.

## Использование
Многие растения из этого семейства имеют важное экономическое значение.
Некоторые виды семейства культивируются ради съедобных плодов:
- Абиу (Pouteria caimito),
- Звёздное яблоко (Chrysophyllum cainito),
- Канистел (Pouteria campechiana),
- Лукума (Pouteria lucuma),
- Магический фрукт (Synsepalum dulcificum),
- Мармеладный плод (Pouteria sapota),
- Саподилла (Manilkara zapota).

Дерево Ши (Vitellaria paradoxa) является источником богатых жирами семян, из которых извлекается съедобное «масло дерева Ши», которое является главным источником липидов для многих африканских этнических групп и используется в качестве компонента для производства косметики. Съедобное масло изготавливается также из семян плодов дерева Argania spinosa, произрастающего в Марокко.
Деревья рода Palaquium производят важный тип латекса, имеющий многообразное использование.

## Роды
- Aubregrinia
- Aulandra
- Autranella
- Baillonella
- Breviea
- Burckella
- Capurodendron
- Chromolucuma
- Chrysophyllum
- Delpydora
- Diploknema
- Diploon
- Eberhardtia
- Ecclinusa
- Elaeoluma
- Englerophytum
- Faucherea
- Gluema
- Inhambanella
- Isonandra
- Labourdonnaisia
- Labramia
- Lecomtedoxa
- Leptostylis
- Letestua
- Madhuca
- Manilkara
- Mastichodendron
- Micropholis
- Mimusops
- Neohemsleya
- Neolemonniera
- Nesoluma
- Niemeyera
- Northia
- Omphalocarpum
- Palaquium
- Payena
- Pichonia
- Planchonella — иногда включается в Pouteria
- Pouteria
- Pradosia
- Pycnandra
- Sarcaulus
- Sarcosperma
- Sideroxylon (включая Argania)
- Synsepalum
- Tieghemella
- Tridesmostemon
- Tsebona
- Vitellaria (syn. Butyrospermum) — дерево Ши
- Vitellariopsis
- Xantolis